# Capitaine Révolte
Capitaine Révolte est un groupe de punk-folk canadien, originaire de Saint-Jean-sur-Richelieu, au sud-est de Montréal, au Québec.

## Biographie
Le groupe est formé en octobre 1998, avec Marie-Claude (violon, voix, percussions) et Frédéric Gagné (paroles, musique, voix et guitare) à Saint-Jean-sur-Richelieu.
Gagnant du concours Cégep Rock (2000), le groupe se fait connaitre au début des années 2000 et tourne dans tout le Québec, l'ouest canadien, la France et la Belgique. En 2000, le groupe publie son premier album studio, Un jour les taureaux nous mangeront…, aux labels Kerozen/Outside. Cette même année, le groupe fait une reprise de la chanson Ça fait rire les oiseaux de La Compagnie Créole.
Le groupe se sépare à l'automne 2005, pour réapparaître à l'occasion avec différents collaborateurs jusqu'en 2009. Le groupe effectue un retour après plusieurs années d'absence à l'été 2013 à l'occasion du Rockfest de Montebello. Ce spectacle présente la formation telle que connue sur l'album Danse Sociale. Le groupe fait un vrai retour en 2015, avec plusieurs concerts notamment au Rockfest de Montebello encore, et lance un démo pour l'album à venir.
Quinze ans après la sortie de l'album Danse sociale, Capitaine Révolte revient avec la sortie de Fil d’arrivée, pendant le premier trimestre 2017. L'album comprend un total de onze titres. Ils tournent en soutien à l'album, participant notamment au 50e anniversaire du Café Campus, sous l’invitation du groupe Grimskunk, le jeudi 30 mars 2017,.

## Membres
Membres actuels:
- Yannic Cloutier - guitare, voix (depuis 1999)
- Frédéric « Fred » Gagné - voix, guitare (depuis 1999)
- Marie-Claude Joly Bergeron - violon, voix (depuis 1999)
- Nicolas Poissant - drum (depuis 2017)

- Martin Oligny - basse (depuis 2018)

Anciens membres:
- Isabelle Coulombe - basse (live) (depuis 2017)
- Amielle Doyon-Gilbert - basse (depuis 1999) (sur album) (2017)
- Jean-François Nadeau - batterie (depuis 1999)

## Discographie
- 2000 : Un jour les taureaux nous mangeront… (Indépendant)

- 2001 : Un jour les taureaux nous mangeront… (Indica)

1. La journée molle
2. Stress
3. M.Destin
4. Sa Majuscule
5. Utopique Univers
6. L'avis des gens riches et célèbres
7. On part
8. Maitresse Élizabeth
9. Dame Nature
10. Roger Ravagé
11. Respectons les moutons

- 2003 : Danse sociale (Indica)

1. Jardinfernal
2. J'ai oublié
3. Le grand Roque
4. Fabule
5. Buenas Noches
6. Le Blasé
7. Les argumenteurs
8. Histoire de peur
9. Ça fait rire les oiseaux
10. Sécurité
11. Danse Sociale
12. Mentez-moi

- 2017 : Fil d'arrivée (Indépendant)

1. Fil d'Arrivée
2. Grugiolle
3. Contrôle
4. Detox
5. Éliminé
6. Condamnés
7. Sérotonine
8. Monopoly
9. Gros Menage
10. Chaos
11. Trouble Paix